# رته، چکوال
رته (به انگلیسی: Ratta) یک روستا در پاکستان است که در چکوالپنجاب واقع شده‌است. رته ۵۲۰ متر بالاتر از سطح دریا واقع شده‌است.